# Georgi Alexandrowitsch Bobrinski

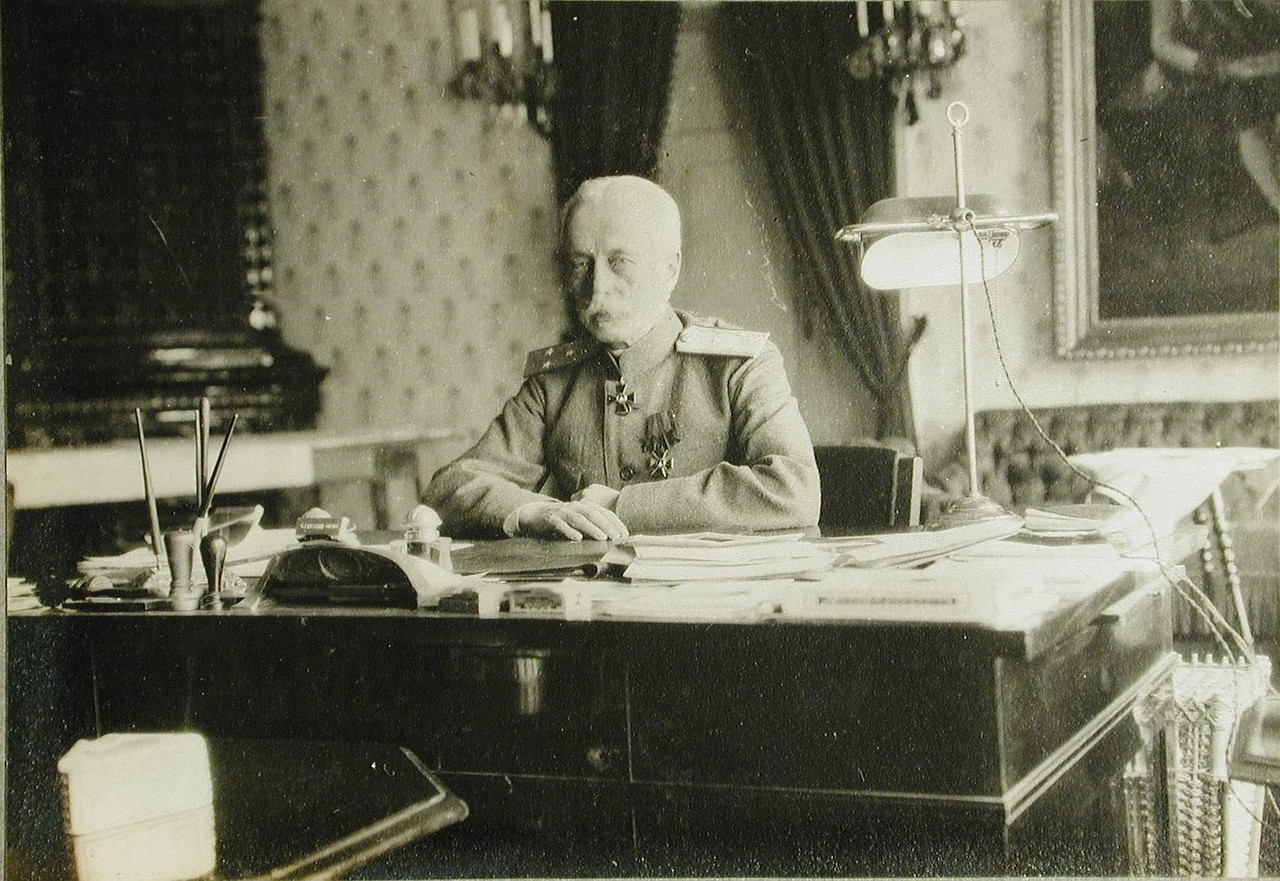
Georgi Alexandrowitsch Bobrinski

Graf Georgi Alexandrowitsch Bobrinski (russisch Гео́ргий Алексáндрович Бо́бринский; * 11. Julijul. / 23. Juli 1863greg. in Sankt Petersburg; † 7. März 1928 in Paris) war ein russischer Generalmajor und von 1914 bis 1916 Militärgouverneur von Ostgalizien.

## Leben
Er war Angehöriger des russischen Adelsgeschlechts Bobrinski. Seine Eltern waren Alexander Alexejewitsch Bobrinski und Sofja Andrejewna Schuwalowa. Sein Urgroßvater Alexei Grigorjewitsch Bobrinski war der illegitime Sohn der russischen Zarin Katharina II. Georgi Alexandrowitsch Bobrinski besuchte die Nikolajewskoje Kavallerieschule. 1904 erfolgte seine Beförderung zum Generalmajor. 1914 besetzten Russische Truppen kurz nach Kriegsbeginn das zu Österreich-Ungarn gehörende Galizien. Am 25. August 1914 wurde er übergangsweise zum Generalgouverneur des neu gegründeten Generalgouvernements Ostgalizien ernannt. Während seiner Amtszeit kam es in den eroberten Gebieten zu Verbrechen an der galizischen Bevölkerung, Schließungen von Schulen und Gesellschaften und zur Beschlagnahme jüdischen Eigentums. In Folge wurden tausende Zwangsumsiedlungen nach Sibirien angeordnet. Von ihm stammte der Spruch: „Wer nicht rechtgläubig ist, ist kein Russe“. Der sozialistische Politiker Nikolos Tschcheidse kritisierte Bobrinski später scharf für sein Verhalten. Georgi Alexandrowitsch Bobrinski floh nach der Oktoberrevolution 1919 nach Frankreich ins Exil und starb am 7. März 1928 in Paris. Georgi Alexandrowitsch Bobrinski war verheiratet und Vater von zwei Kindern. Sein älterer Bruder war der Politiker und Historiker Alexei Alexandrowitsch Bobrinski.

## Auszeichnungen
- Orden des Heiligen Stanislaus, I. II. und III. Klasse
- Orden der Heiligen Anna, I. II. und III. Klasse
- Orden des Heiligen Wladimir, II. III. und IV. Klasse
- Goldenes Schwert für Tapferkeit